# Kanton Châtelaudren
Der Kanton Châtelaudren (bretonisch: Kanton Kastellaodren) war bis 2015 ein französischer Wahlkreis im Arrondissement Saint-Brieuc, im Département Côtes-d’Armor und in der Region Bretagne; sein Hauptort war Châtelaudren. Vertreter im Generalrat des Départements war von 1998 bis 2015 Yves-Jean Le Coqû (MoDem).

## Gemeinden
| Gemeinde     | Bretonisch    | Einwohner (2014) | Fläche (km²) | Code postal | Code Insee |
| ------------ | ------------- | ---------------- | ------------ | ----------- | ---------- |
| Boqueho      | Boskazoù      | 1084             | 27.12        | 22170       | 22011      |
| Châtelaudren | Kastellaodren | 985              | 0.46         | 22170       | 22038      |
| Cohiniac     | Kaouennieg    | 393              | 12.26        | 22800       | 22045      |
| Plélo        | Pleuloc'h     | 3355             | 43.38        | 22170       | 22182      |
| Plerneuf     | Plerneg       | 1032             | 8.30         | 22170       | 22188      |
| Plouvara     | Plouvara      | 1138             | 22.19        | 22170       | 22234      |
| Trégomeur    | Tregonveur    | 936              | 10.37        | 22590       | 22356      |
| Tréméloir    | Tremelar      | 797 (2013)       | 4.69         | 22590       | 22367      |
| Kanton       | Kastellaodren | 9618 (2012)      | 128.77       | -           | 2207       |

## Bevölkerungsentwicklung des Kantons
| 1962 | 1968 | 1975 | 1982 | 1990 | 1999 | 2006 | 2012 |
| ---- | ---- | ---- | ---- | ---- | ---- | ---- | ---- |
| 6960 | 6599 | 6446 | 7000 | 7350 | 7721 | 8920 | 9618 |